# 藤根村
藤根村（ふじねむら）は、1955年（昭和30年）まで岩手県和賀郡にあった村。現在の北上市和賀町藤根・和賀町後藤・和賀町長沼にあたる。

## 地理
- 河川：和賀川

## 沿革
- 1889年（明治22年）4月1日 - 町村制施行にともない、藤根村・後藤村・長沼村の計3か村が合併して新制の東和賀郡藤根村が発足。
- 1897年（明治30年）4月1日 - 郡の統合により東和賀郡と西和賀郡が合併し、和賀郡が復活[1]。和賀郡藤根村となる。
- 1947年（昭和22年）8月7日 - 昭和天皇の戦後巡幸[2]。耕地整理の状況を視察[3]。
- 1955年（昭和30年）
  - 3月31日 - 江釣子村との間で境界を変更[4]。
  - 4月1日 - 岩崎村・横川目村と合併し、和賀村となる。

## 行政
- 歴代村長

| 代     | 氏名         | 就任                      | 退任                       | 備考 |
| ------ | ------------ | ------------------------- | -------------------------- | ---- |
| 1      | 平沢牧人     | 1889年（明治22年）7月     | 不詳                       |      |
| 2      | 坂水弘太     | 1891年（明治24年）2月     | 不詳                       |      |
| 3      | 菅沼貞治     | 1892年（明治25年）3月     | 不詳                       |      |
| 4      | 折居虎太郎   | 1896年（明治29年）6月1日  | 1898年（明治31年）7月28日  |      |
| 5      | 清水徳治     | 1898年（明治31年）7月29日 | 1900年（明治33年）5月9日   |      |
| 6      | 菅沼寛治     | 1900年（明治33年）5月11日 | 1901年（明治34年）4月20日  |      |
| 7      | 藤枝忠治     | 1901年（明治34年）8月10日 | 1904年（明治37年）11月2日  |      |
| 8      | 佐藤順三郎   | 1905年（明治38年）5月     | 1905年（明治38年）6月29日  |      |
| 9      | 川村長七     | 1905年（明治38年）6月30日 | 1907年（明治40年）6月9日   |      |
| 10     | 佐藤順三郎   | 1907年（明治40年）7月18日 | 1908年（明治41年）3月15日  | 再任 |
| 11・12 | 菅沼寛治     | 1908年（明治41年）7月7日  | 1916年（大正5年）7月6日    | 再任 |
| 13     | 高橋善右ェ門 | 1916年（大正5年）7月9日   | 1916年（大正5年）12月2日   |      |
| 14     | 山口安五郎   | 不詳                      | 不詳                       |      |
| 15     | 中島廉助     | 不詳                      | 不詳                       |      |
| 16     | 菊池市太郎   | 不詳                      | 不詳                       |      |
| 17     | 阿部利太郎   | 1921年（大正10年）6月27日 | 1924年（大正13年）8月31日  |      |
| 18・19 | 藤枝忠治     | 1925年（大正14年）8月15日 | 1933年（昭和8年）1月25日   | 再任 |
| 20     | 佐藤四郎     | 1933年（昭和8年）3月26日  | 1933年（昭和8年）5月12日   |      |
| 21・22 | 池田幸七     | 昭和8年（1933年）5月13日  | 1941年（昭和16年）5月12日  |      |
| 23     | 藤枝忠雄     | 1941年（昭和16年）6月27日 | 1945年（昭和20年）4月14日  |      |
| 24     | 高橋徳孝     | 1945年（昭和20年）5月14日 | 1945年（昭和20年）6月2日   |      |
| 25     | 及川長太郎   | 1945年（昭和20年）6月28日 | 1946年（昭和21年）12月26日 |      |
| 26     | 高橋善一     | 1947年（昭和22年）4月8日  | 1951年（昭和26年）4月4日   |      |
| 27     | 加藤忠紀     | 1951年（昭和26年）4月24日 | 1955年（昭和30年）3月31日  |      |

## 交通

### 鉄道
- 国鉄横黒線：藤根駅